# Bojan Prešern
Bojan Prešern, född den 4 augusti 1962 i Jesenice i Jugoslavien, är en jugoslavisk roddare.
Han tog OS-brons i tvåa utan styrman i samband med de olympiska roddtävlingarna 1988 i Seoul.